# Doodstraf in Suriname
Suriname heeft de doodstraf formeel afgeschaft in 2015. Het land heeft zich in 1987 gecommitteerd aan het verdrag van San José, dat de uitvoering van de doodstraf verbiedt.
De doodstraf werd vermeld in artikel 9 van het Wetboek van Strafrecht. Artikel 349 van het Surinaamse Wetboek van Strafrecht bepaalde bijvoorbeeld: 'Hij die opzettelijk en met voorbedachten rade en ander van het leven berooft, wordt als schuldig aan moord, gestraft met de doodstraf, met levenslange gevangenisstraf of tijdelijke
gevangenisstraf van ten hoogste twintig jaren.'
De doodstraf was voorzien door artikel 6 a van Wetboek van Militair Strafrecht (wet van 24 november 1975, houdende vaststelling van regelen met betrekking tot het Militair Strafrecht). 
De krijgsraad kon de doodstraf alleen opleggen bij eenparigheid van stemmen. Dat bepaalde artikel 9 van het Wetboek van Militair Strafrecht: 'Bij schuldig verklaring aan een misdrijf waarop de doodstraf is gesteld, wordt die straf niet opgelegd dan met eenparigheid van stemmen.'
Volgens artikel 10 van het Wetboek van Strafrecht van Suriname werd de doodstraf als volgt uitgevoerd: 'De doodstraf wordt door de scherprechter uitgevoerd op een schavot, door de veroordeelde met een strop om de hals aan een galg vast te maken en een luik onder zijn voeten te doen wegvallen.'
Indien de doodstraf was uitgesproken op grond van het Militair Strafwetboek, dan werd zij uitgevoerd met de kogel: 'De doodstraf wordt uitgevoerd met de kogel. Nadere voorschriften betreffende de wijze van uitvoering worden bij staatsbesluit gegeven' (artikel 7 van het Wetboek van Militair Strafrecht). 
De tot de doodstraf veroordeelde, voor wie de doodstraf door de president in gevangenisstraf is veranderd, kan, wanneer twee derde van zijn werkelijke straftijd en tevens ten minste negen maanden daarvan zijn verstreken, voorwaardelijk in vrijheid worden gesteld (artikel 29, lid 1, Wetboek van Strafrecht).
Voor het laatst zijn op grond van het Wetboek van Strafrecht in Suriname geëxecuteerd een Fransman Alphonse Pierre Coutanceau, een Brits-Indische immigrant Rohanna no.413/Oo en een Marron Nicodemus Charles Apatoe, respectievelijk in 1922, 1923 en 1927. Alle drie de doodstraffen werden op de binnenplaats van het Fort Zeelandia te Paramaribo tot uitvoering gebracht. 
Op grond van het Algemeen Decreet A-7a van 11 maart 1982 (S.B. 1982 no. 51) is de sergeant-majoor van het Nationaal Leger, W. Hawker, door een Krijgsraad te velde geëxecuteerd. Dit decreet was in strijd met de Surinaamse nationale wetgeving en ook aan diverse internationale verdragen en is reeds bij Algemeen decreet A-8  van 23 maart 1982 (S.B. 1982 no. 58) ingetrokken.
Een eerdere executie in 1872 die ook buiten Suriname de aandacht trok is de executie van een Chinese immigrant  Lai-Koon (later geheten Paulus Lijkwan). Bij de ophanging brak eerst het touw en bij de tweede poging schoot de strop los. De doodstraf van betrokkene werd toen door de toenmalige gouverneur, W.H.J. van Idsinga, omgezet in twintig jaar straf dwangarbeid in de boeien. De veroordeelde zat een door drie gratieverleningen ingekorte straf uit en stierf uiteindelijk 50 jaar later als een 'braaf mens' in Albina, de hoofdplaats van het grensdistrict Marowijne in Suriname. 